# Emilio Zeballos
Emilio Enrique Zeballos Gutiérrez (Montevideo, 5 agosto 1992) è un ex calciatore uruguaiano, di ruolo difensore.

## Caratteristiche tecniche
È un terzino destro.

## Carriera
Cresciuto nel settore giovanile del Defensor Sporting, ha esordito in prima squadra il 25 agosto 2012 in occasione del match di campionato pareggiato 2-2 contro il Nacional.

## Palmarès

### Club

#### Competizioni statali
- Campionato Catarinense: 1

Chapecoense: 2017